# Burdino
Burdino (en rus: Бурдино) és un poble del krai de Perm, a Rússia, que pertany al districte rural de Bolxessosnovski. El 2010 tenia 79 habitants.